# Mulino a biglie

Funzionamento di un mulino a biglie

Un mulino a biglie (o mulino a sfere o mulino a palle) è un tipo di mulino utilizzato per macinare materiali in polvere finissima da utilizzare in processi di preparazione di minerali, medicazioni, vernici, pirotecnica e ceramica.

## Storia
I dispositivi per scuotere materiali insieme con sfere dure potrebbero essere antichi, ma è solo a partire dalla rivoluzione industriale, con l'invenzione della forza vapore, che è divenuto possibile costruire macchine per tale scopo. Nel 1870 ne viene riferito l'uso nella macinazione di selce per ceramica.

## Descrizione

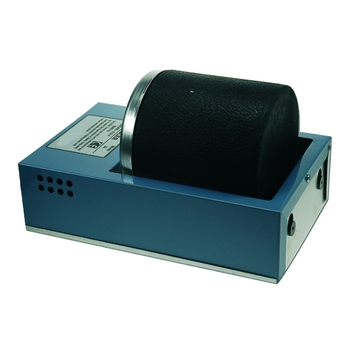
Mini mulino a sfere da 3 libbre

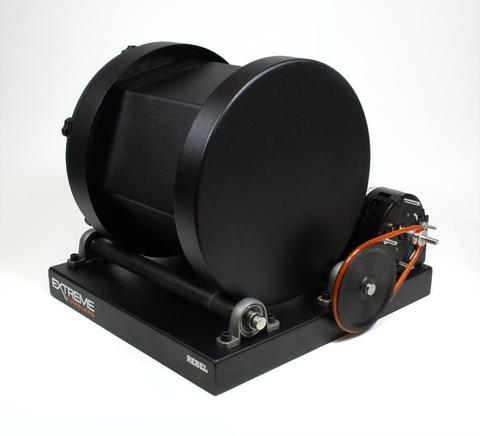
Mulino a biglie da 17 libbre con tamburo esagonale

Un mulino a biglie, una specie di tritatutto, è un apparecchio cilindrico usato per macinare (o miscelare) materiali come minerali, sostanze chimiche, materie prime per la ceramica e colori. I mulini a sfere di tipo gravitazionale ruotano attorno ad un asse orizzontale, parzialmente riempiti con il materiale da triturare più i mezzi di macinazione, che possono essere elementi diversificati, come sfere in ceramica, ciottoli di selce e biglie in acciaio inox. All'interno si verifica un effetto a cascata che riduce il materiale in polvere finissima. I mulini a biglie industriali possono funzionare in modo continuato, alimentati da un lato e svuotati dall'altro.

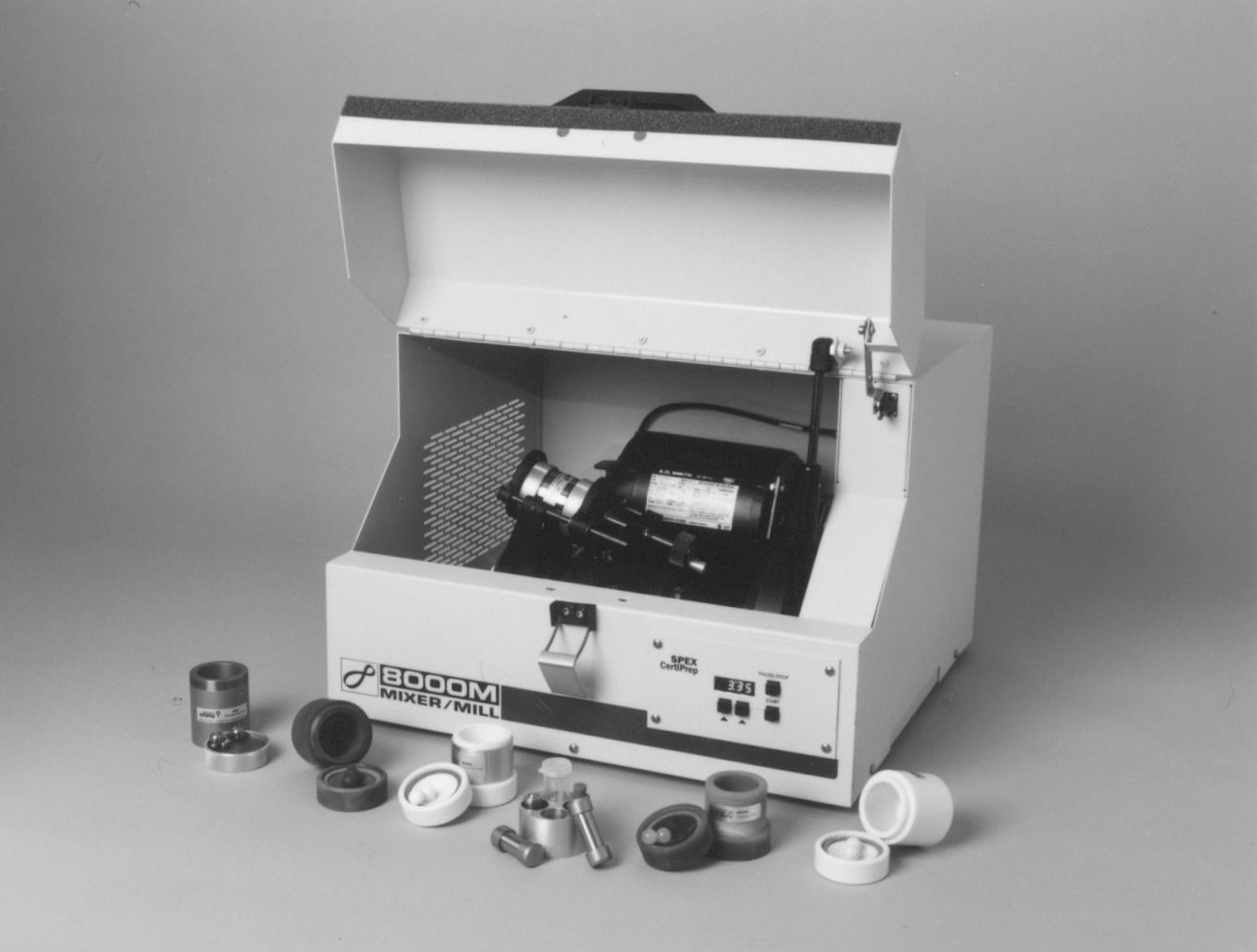
Mulino a biglie SPEX in scala di laboratorio

I grandi mulini a sfere per medie dimensioni ruotano meccanicamente attorno al loro asse, ma quelli piccoli in genere sono costituiti da un contenitore cilindrico tappato posto su due alberi di trasmissione (pulegge e cinghie sono utilizzate per trasmettere il moto rotatorio). Le barilatura (rock tumbler) funziona in base allo stesso principio. I mulini a biglie vengono anche utilizzati in pirotecnica e nella produzione di polvere nera, ma non possono essere utilizzati nella preparazione di alcune miscele pirotecniche come la polvere scintillante a causa della loro sensibilità agli urti. I mulini a sfere di alta qualità sono costosi e potenzialmente sono in grado di triturare le particelle della miscela fino a 5 µm, aumentando enormemente l'area di superficie e le velocità di reazione. 

Macinatura a biglie ad alta energia

 La velocità di rotazione del meccanismo deve rimanere al di sotto di una certa velocità critica, ovvero quella velocità al di sopra della quale le sfere d'acciaio (che sono responsabili della triturazione delle particelle) iniziano a ruotare lungo il bordo del cilindro senza causare più ulteriore triturazione.
I mulini a biglie, oltre che per la macinatura, sono utilizzati estensivamente nel processo di saldatura meccanica, nella saldatura a freddo, allo scopo di produrre leghe dalle polveri. Uno dei mulini a sfere più comunemente usato è lo SPEX.

## Mezzi di macinatura

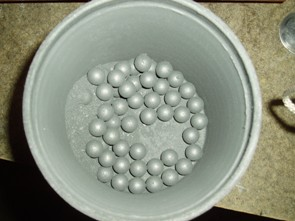
Strumenti per macinare l'antimonio con polvere d'alluminio.

Ci sono molti tipi di mezzi per la macinatura adatti ad essere impiegati in un mulino a sfere, avendo ogni materiale le sue proprietà specifiche e i suoi vantaggi. Comuni in alcune applicazioni sono le sfere di acciaio inossidabile. Anche se di solito molto efficaci, a causa della loro elevata densità e bassa contaminazione del materiale lavorato, le sfere di acciaio inossidabile non sono però adatte per alcune applicazioni, tra cui:
- La polvere nera e altri materiali infiammabili richiedono mezzi di macinazione antiscintilla (non-sparking), come piombo, antimonio, rame, ottone o bronzo. Un mulino a biglie dentro il Mayflower Mill vicino Silverton (Colorado).

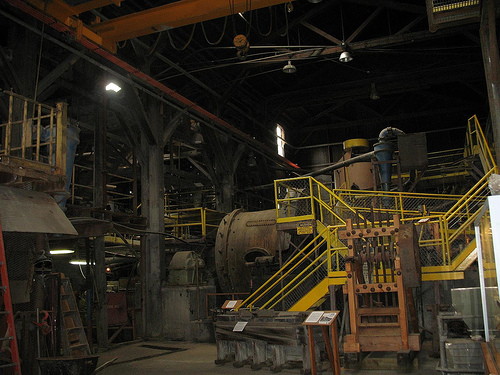
Un mulino a biglie dentro il Mayflower Mill vicino Silverton (Colorado).

- La contaminazione tramite ferro di sostanze sensibili come materie prime per ceramiche. In questa applicazione vengono utilizzati, come mezzi per la macinazione, ceramica o selce. La ceramica è anche molto resistente ai materiali corrosivi.

I mezzi di allumina ad alta densità (90-95% di allumina) sono ampiamente usati nell'industria ceramica per macinare materiale argilloso, fritte, smalti e altri ingredienti. Sono più costosi di quelli di silice/quarzo (silex) ma più efficienti.

## Varietà

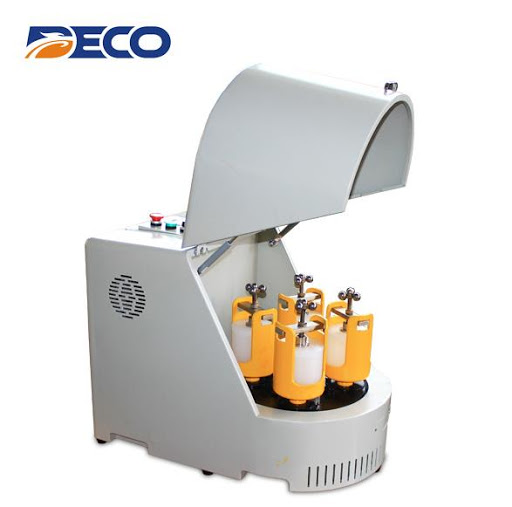
Classico mulino a sfere planetario da laboratorio

Accanto al mulino a sfere comune vi è un secondo tipo chiamato mulino a biglie (o a sfere) planetario (Planetary Mill Ball), più piccolo del precedente, utilizzato principalmente nei laboratori per la macinazione di campioni di materiali in dimensioni molto piccole. Un mulino a sfere planetario è costituito da almeno un contenitore (jar) per la macinazione disposto eccentricamente su una cosiddetta ruota solare, la cui direzione del movimento è opposta a quella dei contenitori (jar) per la macinazione (rapporto: 1:-2 o 1:-1 o altro).
Le sfere in questi contenitori di macinazione sono soggette a movimenti rotazionali sovrapposti, le cosiddette forze di Coriolis. La differenza di velocità tra le palle e i contenitori (jar) produce un'interazione tra le forze di attrito e quelle di impatto, liberando energie ad alta dinamica, producendo un grado di riduzione delle dimensioni del mulino a sfere planetario alto e molto efficace.